# 宝塚歌劇団43期生
宝塚歌劇団43期生（たからづかかげきだん43きせい）とは、1956年（昭和31年）に宝塚歌劇団に入団し、『聯隊の娘』／『春の踊り<美しき日本>』で初舞台を踏んだ37人を指す。

## 一覧
| 芸名         | 読み仮名          | 誕生日   | 出身地         | 出身校                       | 芸名の由来                                                | 愛称                  | 役柄 | 退団年 | 備考                                                        |
| ------------ | ----------------- | -------- | -------------- | ---------------------------- | --------------------------------------------------------- | --------------------- | ---- | ------ | ----------------------------------------------------------- |
| 明月美保     | あきづき みほ     | 7月21日  | 東京都         | 東京学芸大学附属中学校       | 尊師が命名                                                | ミホちゃん            |      | 1960年 |                                                             |
| 幾久まゆ美   | いく まゆみ       | 11月22日 | 大阪府大阪市   | 相愛女学園                   |                                                           | キッコ                |      | 1967年 | 父は花柳幾久英 夫は花柳伊十輔                               |
| 泉川きよし   | いずみかわ きよし | 6月13日  | 東京都         | 園田学園                     |                                                           | キヨシ                |      | 1977年 | 改名後・加寿賀きよし（かすが きよし）                       |
| 一條朱美     | いちじょう あけみ |          |                |                              |                                                           |                       |      | 1956年 | 東京都北区十条でブティックMOREを経営。                      |
| 香路ひでみ   | かじ ひでみ       | 9月28日  | 山形県         | 東京都渋谷高等学校           | 本籍地                                                    | ひでちゃん            |      | 1964年 | 双生児妹は香路まさみ                                        |
| 香路まさみ   | かじ まさみ       | 9月28日  | 山形県         | 東京都渋谷高等学校           | 本籍地                                                    | まさちゃん            |      | 1964年 | 双生児姉は香路ひでみ                                        |
| 柏野真理     | かしわの まり     |          |                |                              |                                                           |                       |      | 1956年 |                                                             |
| 北城由紀子   | きたしろ ゆきこ   | 4月18日  | 新潟県         | 第二長岡高等学校             | 出身地                                                    | サッコ                |      | 1958年 |                                                             |
| 高ひろみ     | こう ひろみ       | 10月11日 | 大阪府堺市     | 大阪府立三国ヶ丘高等学校     | 本名より両親が命名                                        | ヨータン              |      | 1963年 |                                                             |
| 三枝夏実     | さえぐさ なつみ   | 2月9日   | 東京都         | 学習院                       | 上級生が命名                                              | タンコ                |      | 1967年 |                                                             |
| 桜香         | さくら かおり     | 11月18日 | 長崎県島原市   | 武庫川学院                   | 初代・尾上さくらが命名                                    | ヒロちゃん            |      | 1964年 |                                                             |
| 里見千尋     | さとみ ちひろ     | 12月3日  | 東京都         | 東京女学館                   | 白井鐵造が命名                                            | テイコ                |      | 1967年 |                                                             |
| 白洲三千代   | しらす みちよ     | 3月25日  | 北海道札幌市   | 東京桐朋女子学園             | 井上八千代が命名                                          | マチ                  |      | 1965年 |                                                             |
| 白鳥桂子     | しらとり けいこ   | 1月2日   | 東京都         | 日本女子体育大学附属高等学校 |                                                           | ヒサちゃん 敬子ちゃん |      | 1961年 |                                                             |
| 園部竜子     | そのべ りゅうこ   | 2月9日   | 兵庫県神戸市   | 神戸山手学園                 |                                                           | ユリちゃん            |      | 1963年 |                                                             |
| 空ひとみ     | そら ひとみ       | 8月23日  | 大阪府大阪市   | 大谷中学校                   |                                                           | エッコちゃん          |      | 1965年 |                                                             |
| 平美千代     | たいら みちよ     | 12月7日  | 香川県         | 坂出高等学校                 | 尊師が命名                                                | イノチャン            |      | 1965年 |                                                             |
| 多摩川登季子 | たまがわ ときこ   | 10月1日  | 東京都         | 樟蔭高等学校                 | 長唄「多摩川」                                            | ケイコ ウーちゃん     |      | 1962年 | 姉は多摩川濤子                                              |
| 千草伴美     | ちぐさ ともみ     | 9月5日   | 京都府         | 紫野高等学校                 | 高木史朗が命名                                            | スン子                |      | 1958年 |                                                             |
| 千早珠代     | ちはや たまよ     | 1月4日   | 兵庫県宝塚市   | 大阪学芸大学附属池田中学校   | 母の知人が命名                                            | ヨッサン マサミちゃん |      | 1967年 |                                                             |
| 千春京子     | ちはる きょうこ   | 3月7日   | 兵庫県         | 京都                         | 京子は京都に因み、千春は上級生から貰う                    | アキチャン ミーコ     |      | 1959年 | 母は紅千鶴 姉は谷ちづる 娘は万理沙ひとみ                    |
| 渚かもめ     | なぎさ かもめ     | 9月10日  | 兵庫県西宮市   | 武庫川学院                   |                                                           | セイコ                |      | 1961年 | 改名後・舟なぎさ（ふね なぎさ）                             |
| 新草恵子     | にいぐさ けいこ   | 6月18日  | 大阪府         | 堺愛泉高等学校               |                                                           | チーコちゃん          |      | 1959年 |                                                             |
| 西海うらら   | にしうみ うらら   | 10月3日  | 大韓民国京城   | 山口                         | 出身地に因む                                              | カコちゃん            |      | 1958年 |                                                             |
| 野辺小百合   | のべ さゆり       | 5月19日  | 兵庫県神戸市   | 丸山中学校                   |                                                           | ミサちゃん コマちゃん |      | 1961年 |                                                             |
| 萩雅恵       | はぎ まさえ       | 3月1日   | 大阪府大阪市   | 大谷高等学校                 |                                                           | トコちゃん            |      | 1960年 | 娘は萩奈緒美                                                |
| 葉月恵       | はづき けい       | 8月27日  | 兵庫県宝塚市   | 生野高等学校                 |                                                           | ボクチャン            |      | 1968年 |                                                             |
| 富士守節子   | ふじもり せつこ   | 11月7日  | 富山県         | 高岡北部中学校               | 富士守大明神                                              | トクちゃん            |      | 1969年 |                                                             |
| 星寿美       | ほし ひさみ       | 7月13日  | 満州新京特別市 | 甲子園学院                   | 星は父の家業「スタースポーツ」より 名前は寿美花代から貰う | ヨコちゃん            |      | 1963年 | 妹は星美沙 姪は都布良ひとみ                                 |
| 黛光         | まゆずみ ひかる   | 2月21日  | 広島県         | 県立西宮高等学校             | 母の名から父の友人が命名                                  | ミッチャン            |      | 1962年 | 改名後・黛ひかる（まゆずみ ひかる） 夫は山﨑努 娘は山崎直子 |
| 万里弥生     | まり やよい       | 7月28日  | 大阪府         | 清水谷高等学校               | 本名                                                      | マリちゃん            |      | 1962年 | 実姉は元女優の清水谷薫                                      |
| 水城のぼる   | みずき のぼる     | 1月2日   | 兵庫県神戸市   | 神戸松蔭女学院               | 万葉集                                                    | ハマちゃん            |      | 1963年 |                                                             |
| 水知景子     | みずち けいこ     | 3月30日  | 東京都         | 香蘭女学校                   |                                                           | マミ                  |      | 1957年 |                                                             |
| 美高秀子     | みたか ひでこ     | 6月5日   | 兵庫県宝塚市   | 平安女学院                   | 高峰秀子が命名                                            | キミちゃん            |      | 1963年 | 妹は美高悠子 夫は小原弘稔                                   |
| 三滝涼子     | みたき りょうこ   | 5月10日  | 広島県広島市   | 治山女子高等学校             | 出生地・三滝と本名より                                    | 良ちゃん              |      | 1959年 |                                                             |
| 弓とほる     | ゆみ とおる       | 1月4日   | 兵庫県西宮市   | 甲南高等女学校               | 尊敬する上級生に貰う                                      | エミ                  |      | 1963年 | 在団中に死去                                                |
| 若原三沙子   | わかはら みさこ   | 1月7日   | 京都府京都市   | 同志社女子中学校             | 丸尾長顕が命名                                            | ピロちゃん            |      | 1957年 |                                                             |